# Dulwich Hamlet FC
Dulwich Hamlet FC (celým názvem: Dulwich Hamlet Football Club) je anglický fotbalový klub, který sídlí v jižním Londýně – obvod Southwark. Založen byl v roce 1893. Od sezóny 2018/19 hraje v National League South (6. nejvyšší soutěž). Klubové barvy jsou námořnická modř a růžová.
Své domácí zápasy odehrává na stadionu Champion Hill s kapacitou 3 000 diváků.

## Získané trofeje
- FA Amateur Cup ( 4× )
  - 1919/20, 1931/32, 1933/34, 1936/37
- Surrey Senior Cup ( 16× )
  - 1904/05, 1905/06, 1908/09, 1909/10, 1919/20, 1922/23, 1924/25, 1927/28, 1933/34, 1936/37, 1946/47, 1949/50, 1957/58, 1958/59, 1973/74, 1974/75
- London Senior Cup ( 5× )
  - 1924/25, 1938/39, 1949/50, 1983/84, 2003/04

## Úspěchy v domácích pohárech
Zdroj: 
- FA Cup
  - 1. kolo: 1925/26, 1926/27, 1927/28, 1928/29, 1929/30, 1930/31, 1932/33, 1933/34, 1935/36, 1936/37, 1937/38, 1948/49, 1998/99
- FA Amateur Cup
  - Vítěz: 1919/20, 1931/32, 1933/34, 1936/37
- FA Trophy
  - Čtvrtfinále: 1979/80, 2016/17

## Umístění v jednotlivých sezonách
Stručný přehled
Zdroj: 
- 1907–1973: Isthmian League
- 1973–1978: Isthmian League (First Division)
- 1978–1990: Isthmian League (Premier Division)
- 1990–1992: Isthmian League (First Division)
- 1992–2001: Isthmian League (Premier Division)
- 2001–2002: Isthmian League (First Division)
- 2002–2004: Isthmian League (Division One South)
- 2004–2006: Isthmian League (Division One)
- 2006–2013: Isthmian League (Division One South)
- 2013–2018: Isthmian League (Premier Division)
- 2018–2023: National League South
- 2023–: Isthmian League (Premier Division)

Jednotlivé ročníky
Zdroj: 
Legenda: Z - zápasy, V - výhry, R - remízy, P - porážky, VG - vstřelené góly, OG - obdržené góly, +/- - rozdíl skóre, B - body, červené podbarvení - sestup, zelené podbarvení - postup, fialové podbarvení - reorganizace, změna skupiny či soutěže
| Sezóny  | Liga                                 | Úroveň | Z  | V  | R  | P  | VG | OG | +/- | B  | Pozice |
| ------- | ------------------------------------ | ------ | -- | -- | -- | -- | -- | -- | --- | -- | ------ |
| 2009/10 | Isthmian League (Division One South) | 8      | 42 | 14 | 12 | 16 | 57 | 64 | -7  | 54 | 12.    |
| 2010/11 | Isthmian League (Division One South) | 8      | 42 | 19 | 8  | 15 | 79 | 59 | +20 | 65 | 5.     |
| 2011/12 | Isthmian League (Division One South) | 8      | 40 | 26 | 8  | 6  | 73 | 26 | +47 | 86 | 3.     |
| 2012/13 | Isthmian League (Division One South) | 8      | 42 | 28 | 5  | 9  | 91 | 42 | +49 | 89 | 1.     |
| 2013/14 | Isthmian League (Premier Division)   | 7      | 46 | 25 | 7  | 14 | 96 | 65 | +31 | 82 | 6.     |
| 2014/15 | Isthmian League (Premier Division)   | 7      | 46 | 21 | 13 | 12 | 66 | 51 | +15 | 76 | 4.     |
| 2015/16 | Isthmian League (Premier Division)   | 7      | 46 | 23 | 12 | 11 | 93 | 58 | +35 | 81 | 5.     |
| 2016/17 | Isthmian League (Premier Division)   | 7      | 46 | 22 | 14 | 10 | 89 | 55 | +34 | 80 | 3.     |
| 2017/18 | Isthmian League (Premier Division)   | 7      | 46 | 28 | 11 | 7  | 91 | 41 | +50 | 95 | 2.     |
| 2018/19 | National League South                | 6      | 42 | 13 | 10 | 19 | 52 | 65 | -13 | 49 | 14.    |
| 2019/20 | National League South                | 6      | 35 | 9  | 10 | 16 | 51 | 50 | +1  | 37 | 19.    |
| 2020/21 | National League South                | 6      | 13 | 4  | 4  | 5  | 15 | 17 | -2  | 16 | 12.    |
| 2021/22 | National League South                | 6      | 40 | 13 | 12 | 15 | 63 | 60 | +3  | 51 | 10.    |
| 2022/23 | National League South                | 6      | 46 | 13 | 9  | 24 | 61 | 89 | -28 | 48 | 21.    |
| 2023/24 | Isthmian League (Premier Division)   | 7      | 42 | 17 | 11 | 14 | 77 | 72 | +5  | 62 | 12.    |